# Luise-Straus-Preis
Der Luise-Straus-Preis (bis 2018 Frauenkulturpreis) ist ein alle zwei Jahre vom Landschaftsverband Rheinland (LVR) ausgeschriebener Kunstpreis. 
Der Preis richtet sich an Künstlerinnen, die seit mindestens zwei Jahren im Gebiet des LVR leben oder arbeiten. Gefördert wird damit das künstlerische Wirken von Frauen, die eigene Wege im Kunstmarkt gehen.  
Erstmalig wurde er 2014 als Frauenkulturpreis vergeben. 2019 erfolgte die Umbenennung in Luise-Straus-Preis. Neben einem Preisgeld in Höhe von EUR 5000 erhalten die Preisträgerinnen eine Ausstellung. Diese erfolgte bis 2023 in einem der LVR-Museen, ab 2024 im Max Ernst Museum Brühl. 
Preisträgerinnen:
- 2014 Vera Lossau
- 2016 Johanna Reich
- 2018 Julia Bünnagel
- 2020 Heike Weber
- 2023 Isabell Kamp
- 2024 Alex Grein[4]